# Ghardaïa
Ghardaïa (arabisk: غرداية) er en by i det nordlige Algeriet med et indbyggertal på cirka 120.000 (2005) indbyggere. Byen er hovedstad i provinsen af samme navn, og ligger midt i M'Zab dalen, der af UNESCO er blevet udvalgt som et bevaringsværdigt sted.